# Réseau sur une puce
Un réseau sur une puce (du terme anglais network on a chip ou NoC) est une technique de conception du système de communication entre les cœurs sur les  System on Chip (SoC). Les NoCs peuvent passer dans les domaines d'horloge synchrone ou asynchrone ou bien utiliser une logique de circuit asynchrone sans horloge. Le NoC applique les théories et méthodes de réseau aux communications à l'intérieur d'une puce et permet ainsi l'amélioration des performances par rapport aux interconnexions de bus et commutateur matriciel (en) conventionnelles. Le NoC améliore la scalabilité des SoCs et l'efficacité énergétique des SoCs complexes relativement aux autres conceptions. Des recherches ont été menées  sur des guides d'ondes lumineuse intégrées et des périphériques comprenant les Optical Network-on-Chip  (ONoC, reseau optique sur une puce),.